# Acianthera bidentata
Acianthera bidentata é  uma espécie de orquídea (Orchidaceae) supostamente do Rio de Janeiro, Brasil.

## Publicação e sinônimos
- Acianthera bidentata (Lindl.) F.Barros & V.T.Rodrigues, Bradea 14: 22 (2009).

Sinônimos homotípicos:
- Pleurothallis bidentata Lindl., Edwards's Bot. Reg. 21: t. 1797 (1835).
- Humboltia bidentata (Lindl.) Kuntze, Revis. Gen. Pl. 2: 667 (1891).